# Ring of Hands
| Recensione              | Giudizio        |
| ----------------------- | --------------- |
| AllMusic                | [ 1 ]           |
| Sputnikmusic            | 4.0 (Excellent) |
| Dizionario del Pop-Rock | [ 3 ]           |
| 24.000 dischi           | [ 4 ]           |

Ring of Hands è un album discografico del gruppo inglese Argent, di genere musicale Pop e Rock progressivo, pubblicato nel febbraio del 1971 dall'etichetta discografica Epic Records. L'edizione su CD, pubblicata nel 1999, presenta una traccia in più, He's a Dynamo.

## Descrizione
Questo album è probabilmente il lavoro degli Argent più orientato verso il rock progressivo, direzione impressa dal tastierista Rod Argent, in questo ambito molto energico e dinamico. Il gruppo può inoltre contare sul talento compositivo e strumentale di Russ Ballard, chitarrista e cantante più orientato verso il R 'n Roll rispetto a Rod Argent.
Notevole il lavoro di organo Hammond in tracce come Lothlorien e Cast Your Spell Uranus. La copertina ritrae tre mani che si passano, una con l'altra, dell'acqua, come una cascata.

## Tracce
Lato A
1. Celebration (Russ Ballard e Rod Argent: voci soliste) – 2:52 (Rod Argent, Chris White)
2. Sweet Mary (Russ Ballard e Rod Argent: voci soliste) – 4:05 (Rod Argent, Chris White)
3. Cast Your Spell Uranus (Russ Ballard: voce, pianoforte e chitarra - Rod Argent: organo) – 4:29 (Russ Ballard)
4. Lothlorien (Russ Ballard: voce solista) – 7:50 (Rod Argent, Chris White)

Lato B
1. Chained (Russ Ballard: voce solista) – 5:18 (Russ Ballard)
2. Rejoice (Rod Argent: voce solista) – 3:44 (Rod Argent, Chris White)
3. Pleasure (Rod Argent: voce solista) – 4:51 (Rod Argent, Chris White)
4. Sleep Won't Help Me (Russ Ballard: voce solista) – 5:09 (Rod Argent, Chris White)
5. Where Are We Going Wrong (Russ Ballard: voce solista) – 4:10 (Russ Ballard)

Edizione CD del 1999, pubblicato dalla Collectables Records (COL-CD-6087)
1. Celebration – 2:52 (Rod Argent, Chris White)
2. Sweet Mary – 4:05 (Rod Argent, Chris White)
3. Cast Your Spell Uranus – 4:29 (Russ Ballard)
4. Lothlorien – 7:50 (Rod Argent, Chris White)
5. Chained – 5:18 (Russ Ballard)
6. Rejoice – 3:44 (Rod Argent, Chris White)
7. Pleasure – 4:51 (Rod Argent, Chris White)
8. Sleep Won't Help Me – 5:09 (Rod Argent, Chris White)
9. Where Are We Going Wrong – 4:10 (Russ Ballard)
10. He's a Dynamo – 3:47 (Rod Argent) – Bonus Track

## Formazione
- Rod Argent - organo, pianoforte, voce, pianoforte elettrico
- Russ Ballard - chitarra, pianoforte, voce
- Jim Radford - chitarra basso, voce, chitarra
- Robert Henrit - batteria

Note aggiuntive
- Rod Argent e Chris White - produttori (Nexus Productions per Active Records, Ltd.)
- Registrato al Sound Techniques di Londra (Inghilterra)[7]
- Jerry Boys - ingegnere delle registrazioni
- Hipgnosis - fotografie esterne copertina album
- Richard Dunkley - fotografie interne alla copertina album
- Roy Hollingworth (Music Maker) - note su retrocopertina album[8]